# Niente di strano
Niente di strano è il singolo di debutto del cantautore italiano Giorgio Poi, pubblicato il 5 ottobre 2016 come primo estratto dall'album Fa niente.

## Video musicale
Il videoclip del brano, diretto da Francesco Lettieri, è stato pubblicato contestualmente all'uscita del singolo sul canale YouTube di Bomba Dischi, e vede come protagonista l'attore Luca Marinelli.

## Tracce
Testi e musiche di Giorgio Poi.
1. Niente di strano – 3:34